# Minibidion unifasciatum
Minibidion unifasciatum là một loài bọ cánh cứng trong họ Cerambycidae.